# Belgien i olympiska vinterspelen 1936
Belgien deltog med 27 deltagare vid de olympiska vinterspelen 1936 i Garmisch-Partenkirchen. Ingen av landets deltagare erövrade någon medalj.